# Ománský záliv
Ománský záliv (arabsky: خليج عمان; přepis: khalīj ʿumān, persky: دریای عمان; přepis: daryā-ye ʿomān) je zálivem Indického oceánu a severozápadní částí Arabského moře. Na západě je spojen Hormuzským průlivem s Perským zálivem. Rozkládá se mezi východním výběžkem Arabského poloostrova, jihovýchodním Íránem a západním pobřežím Pákistánu. Na jihu omývá pobřeží severního Ománu a severovýchodních Spojených arabských emirátů.
Záliv je dlouhý asi 560 km ve směru východ-západ a jeho hloubka se nejčastěji pohybuje od 50 do 200 m.
Mezinárodní hydrografická organizace (IHO) definuje jeho hranice následovně:

Na severozápadě: Linie spojující ràs Limah (25°57′ s. š.) na pobřeží Arabského poloostrova a ràs al Kuh (25°48′ s. š.) na pobřeží Íránu. 

Na jihovýchodě: Severní hranice Arabského moře [Linie spojující ràs al Hadd, východní bod Arabského poloostrova (22°32′ s. š.) a ràs Džívání (61°43′ v. d.) na pobřeží Pákistánu].

U Ománského zálivu leží pobřeží íránských provincií Sístán a Balúčistán a Hormozgán.
Na severním pobřeží Ománu leží u Ománského zálivu přístavy Maskat, Súr, Sohar, Matra a Miná al-Fahal, ve Spojených arabských emirátech Fudžajra, v Íránu Džask a Čáhbahár a v Pákistánu Džívání.
Do Ománského zálivu jsou odváděny vody z ománského pohoří al-Hadžar, íránského pohoří Bašakird a hornatého Makránu, např. řekami Džagín, Gabríg, Sádedž, Rábč, Kájen a Daštjári, a pákistánského Makránu, např. řekou Dašt.
Dne 16. října 1943 byla v Ománském zálivu potopena německá ponorka U 533 (25°28′ s. š. 56°50′ v. d.).